# Rykynčice
Rykynčice (deutsch Ruckinschitz, ungarisch Rakonca) ist eine Gemeinde in der Mitte der Slowakei mit 262 Einwohnern (Stand 31. Dezember 2024), die im Okres Krupina, einem Kreis des Banskobystrický kraj, liegt.

## Geographie

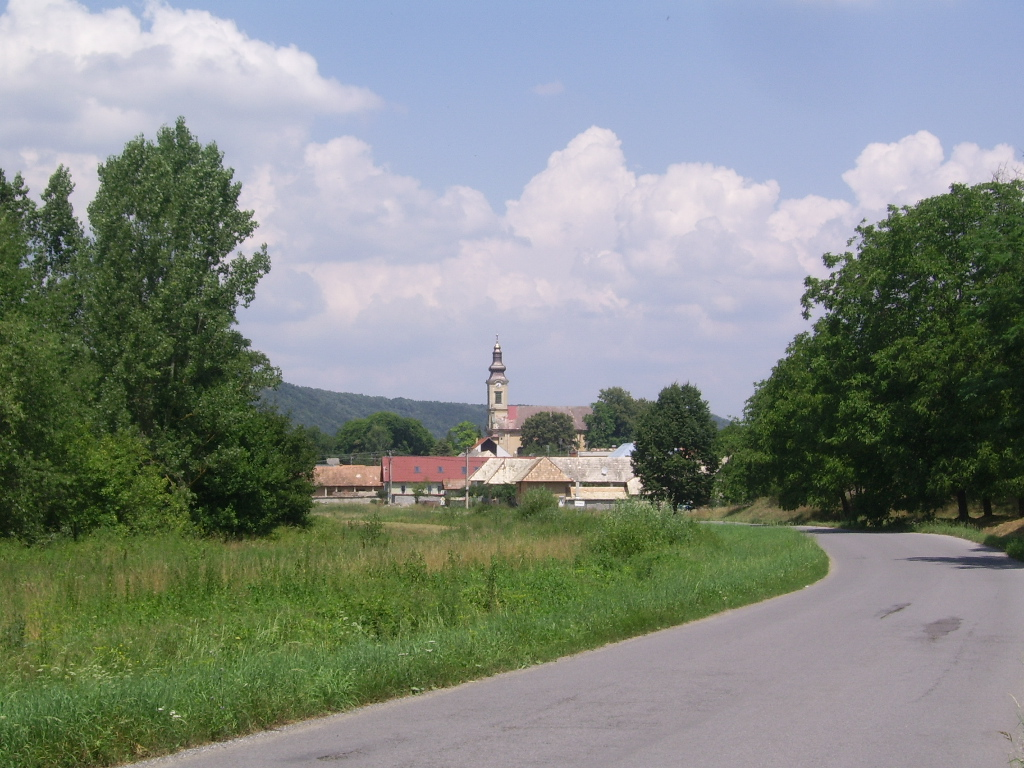
Ortsteil Dolné Rykynčice

Die Gemeinde befindet sich an der westlichen Seite des Hochlands Krupinská planina im Tal der Krupinica. Das Ortszentrum liegt auf einer Höhe von 160 m n.m. und ist 16 Kilometer von Šahy sowie 24 Kilometer von Krupina entfernt.
Nachbargemeinden sind Medovarce im Norden, Drienovo im Osten, Plášťovce im Süden und Hontianske Tesáre im Westen.

## Geschichte
Die heutige Gemeinde entstand 1964 durch Zusammenschluss von Dolné Rykynčice (deutsch Unterruckinschitz, ungarisch Alsórakonca) und Horné Rykynčice (deutsch Oberruckinschitz, ungarisch Felsőrakonca).
Dolné Rykynčice wurde zum ersten Mal 1279 als Rakucha schriftlich erwähnt und war damals Besitz des örtlichen Geschlechtes Rakonczay. Spätere Gutsherren stammten aus dem Geschlecht Palásthy, der Propstei von Buda sowie aus der Herrschaft am Kloster in Bzovík (im 16. Jahrhundert). 1715 hatte die Ortschaft eine Mühle, Weingärten und 81 Haushalte; 1828 zählte man 107 Häuser und 644 Einwohner, deren Haupteinnahmequellen Landwirtschaft, Obst- und Weinbau waren.
Horné Rykynčice wurde zum ersten Mal 1327 als Felsewrakaucha schriftlich erwähnt. Bis zum 18. Jahrhundert war das Dorf Besitz des Geschlechts Palásthy, danach hatten die Geschlechter Koháry und Coburg Güter im Ort. 1715 hatte die Ortschaft 22 Haushalte, 1828 zählte man 58 Häuser und 350 Einwohner.
Bis 1918 gehörten die im Komitat Hont liegende Orte zum Königreich Ungarn und kamen danach zur Tschechoslowakei beziehungsweise heute Slowakei.

## Bevölkerung
| Jahr                | 1994 | 2004     | 2014     | 2024    |
| ------------------- | ---- | -------- | -------- | ------- |
| Anzahl der Personen | 422  | 338      | 283      | 262     |
| Unterschied         |      | −19,90 % | −16,27 % | −7,42 % |

| Jahr                | 2023 | 2024    |
| ------------------- | ---- | ------- |
| Anzahl der Personen | 267  | 262     |
| Unterschied         |      | −1,87 % |

Nach der Volkszählung 2011 wohnten in Rykynčice 313 Einwohner, davon 296 Slowaken sowie jeweils 1 Magyare und Rom. 15 Einwohner machten keine Angabe zur Ethnie. 260 Einwohner bekannten sich zur römisch-katholischen Kirche, 26 Einwohner zur Evangelischen Kirche A. B. und 3 Einwohner zur griechisch-katholischen Kirche. 12 Einwohner waren konfessionslos und bei 12 Einwohnern wurde die Konfession nicht ermittelt.

## Sehenswürdigkeiten
- römisch-katholische Kirche Unbefleckte Empfängnis Mariä im spätbarocken Stil aus dem Jahr 1788 in Dolné Rykynčice
- evangelische Kirche aus dem Jahr 1764 in Horné Rykynčice

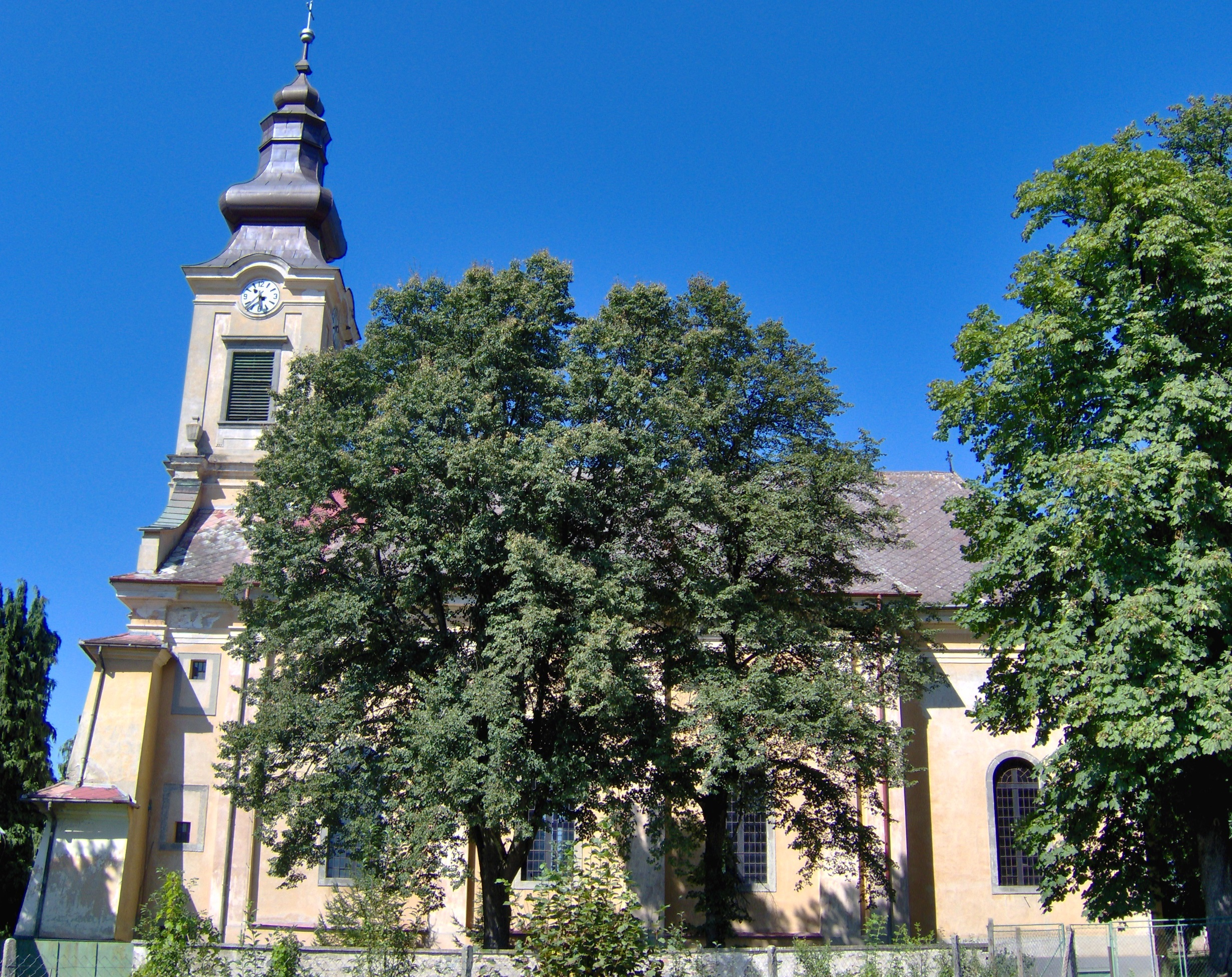
Arboretum Felaťa östlich von Dolné Rykynčice  - Kirche der unbefleckten Empfängnis der allerseligsten Jungfrau Maria
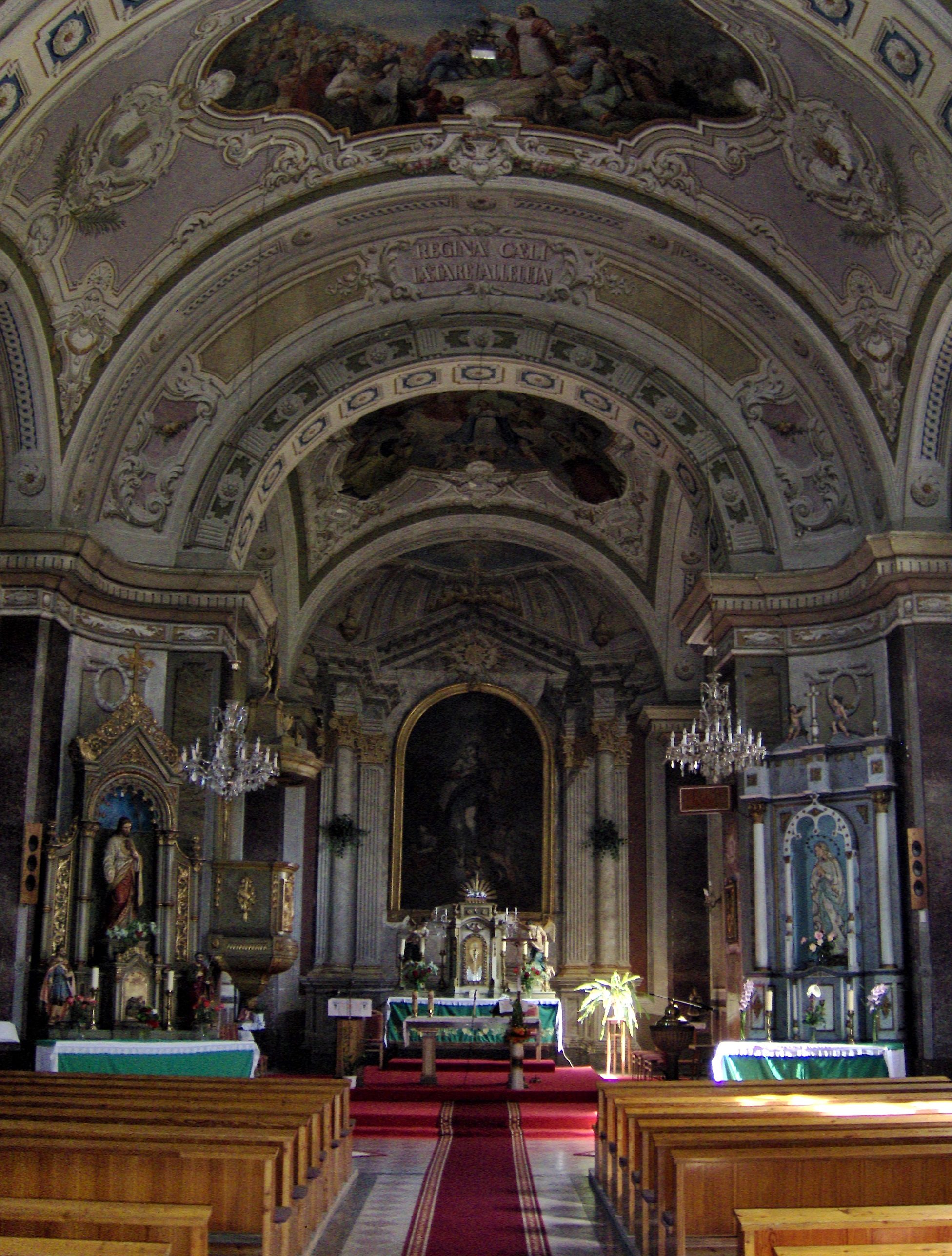
Inneres der Kirche
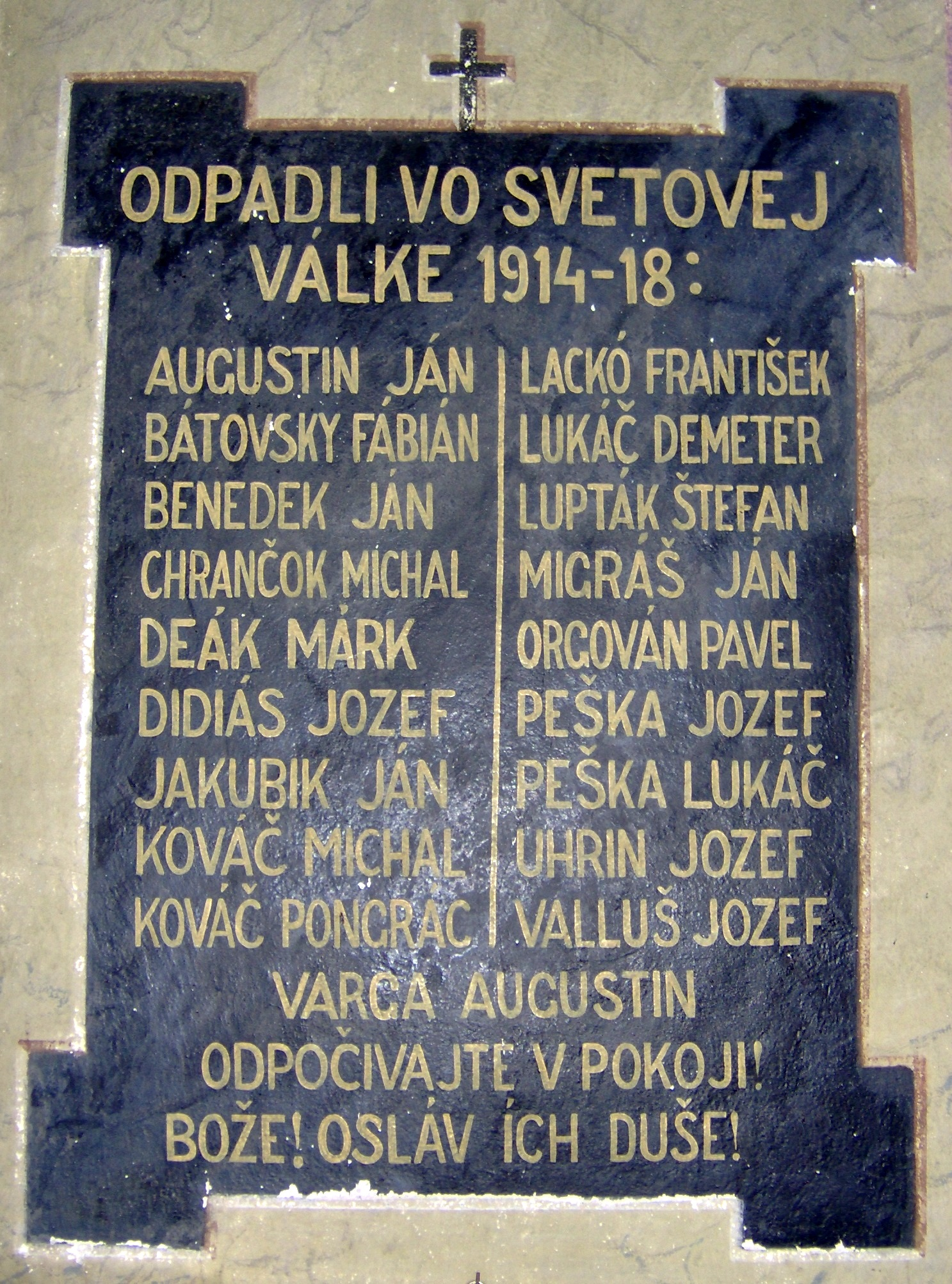
Gedenktafel für die Gefallenen
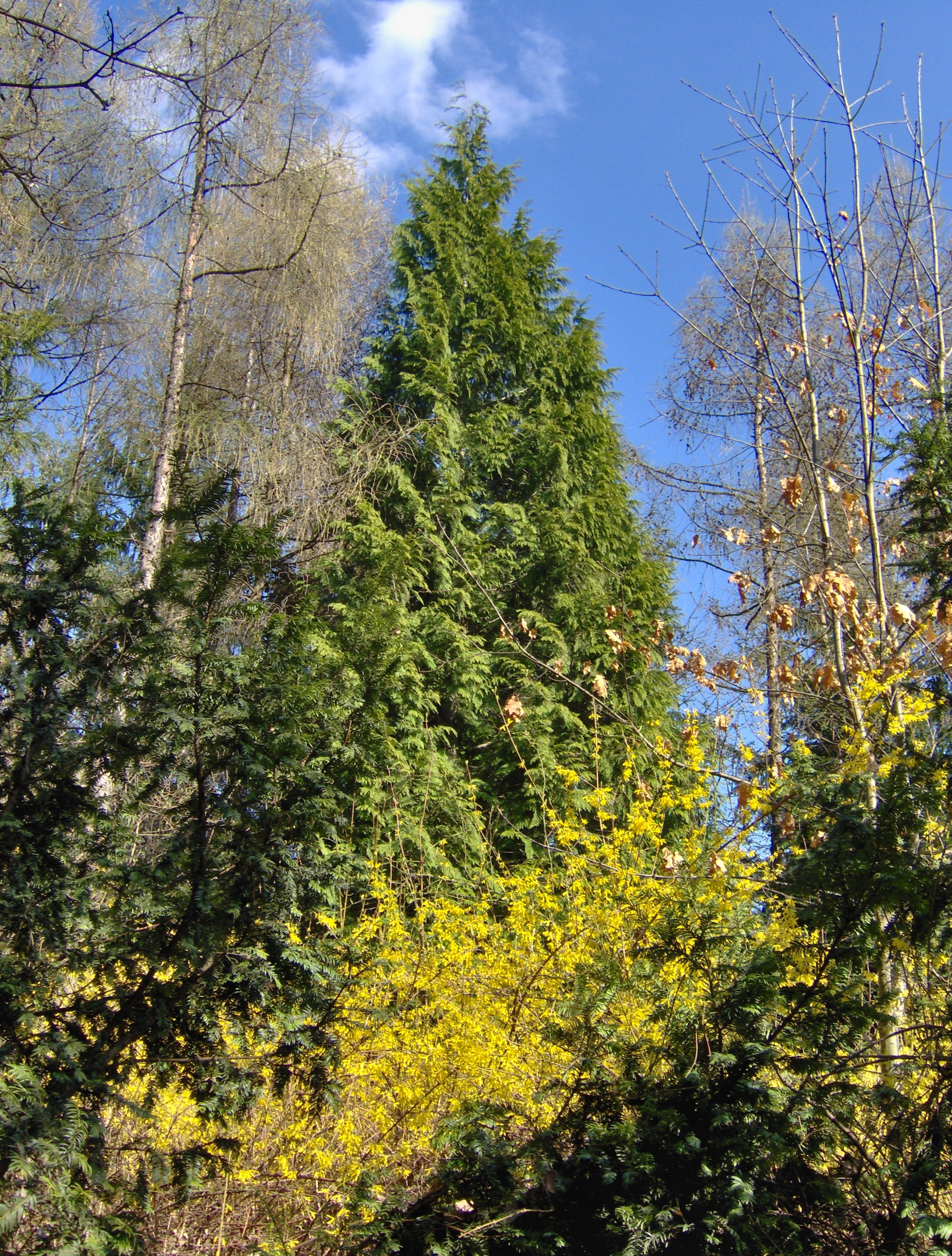
Das Arboretum
  - Inneres der Kirche
  - Gedenktafel für die Gefallenen
  - Das Arboretum

## Söhne und Töchter der Gemeinde
- Ján Rotarides (1822–1900), slowakischer Lehrer und Mitglied der slowakischen Nationalbewegung